# کابل دوقلو

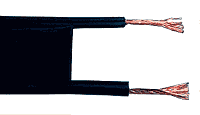
خط دوسیمه‌ی ۳۰۰ اهمی

کابل خط دوسیمه یا نواری یا دوقولو یک کابل مسطح با دو رسانا است که به عنوان یک خط انتقال متوازن برای حمل سیگنال‌های فرکانس رادیویی (RF) استفاده می‌شود. ساخته شده از دو سیم مفتول مس یا فولادی پوشیده از مس است که در یک فاصله دقیق با روبان پلاستیکی (معمولاً پلی‌اتیلن) قرار گرفته‌اند. فاصله یکنواخت سیم‌ها کلید عملکرد کابل به عنوان خط انتقال است. هرگونه تغییر ناگهانی در فاصله، برخی از سیگنال ها را به سمت منبع بازتاب می‌دهد. پلاستیک همچنین سیم‌ها را می‌پوشاند و عایق‌بندی می‌کند. 
خط دوسیمه می‌تواند تلف سیگنالی به میزان قابل توجهی پایین‌تر از کابل هم محور انعطاف‌پذیر مینیاتوری در فرکانس‌های موج‌کوتاه و رادیو وی‌اچ‌اف باشد. به عنوان مثال، کابل کواکسیال نوع RG-58 تلفات ۶٫۶ دسی‌بل در هر ۱۰۰ متر در ۳۰ مگاهرتز دارد، درحالی که خط دوسیمه ۳۰۰ اهمی تنها ۰٫۵۵ دسی‌بل تلفات دارد با این حال، خط دوسیمه در برابر تداخل آسیب پذیرتر است. نزدیک به اشیای فلزی سیگنال‌ها را به خط دوسیمه منتقل می‌کند که توسط کابل هم محور مسدود می‌شود. بنابراین، خط دوسیمه نیاز به نصب دقیق در اطراف ناودان‌ها، و قرارگیری از دکل‌های پشتیبانی فلزی دارد. خط دوسیم نیز در صورت خیس شدن یا یخ زدن پوش در معرض تخریب قابل توجه است، در حالی که در این شرایط کابل هم‌محور کمتر یا تحت تأثیر قرار نمی‌گیرد. خط دوسیم نسبت به کابل‌های RG6 یا حتی برخی کابل‌های RG11 از تلف بسیار کمتری برخوردار بود. برای مثال، TV-1185 فدرال تنها با تلف ۳ دی‌بی در ۵۰۰ مگاهرتز درهر ۱۰۰ فوت و تنها ۴٫۵ دی‌بی در ۱۰۰۰ مگاهرتز داشت. تغییر به هم محور ناشی از این واقعیت بود که تیونرهای تلویزیون به ۷۵ اهم در حال تغییر بودند. 

## امپدانس مشخصه
امپدانس مشخصه خط انتقال سیم موازی مانند خط دوسیمه یا خط نردبان بستگی به ابعاد آن دارد. قطر سیم‌ها  d و فاصله هادی آن‌ها D.
امپدانس مشخصه هر خط انتقال توسط داده می‌شود 
{\displaystyle Z={\sqrt {{R+j\omega L} \over {G+j\omega C}}}}
که برای خط دوسیمه ثابت‌های خط اصلی هستند 
{\displaystyle R=2{R_{s} \over \pi d}}
{\displaystyle L={\mu  \over \pi }\,\operatorname {arcosh} \left({D \over d}\right)}
{\displaystyle G={\pi \sigma  \over \operatorname {arcosh} ({D \over d})}}
{\displaystyle C={\pi \epsilon  \over \operatorname {arcosh} ({D \over d})}}
مقاومت سطحی سیم‌ها 
{\displaystyle R_{s}={\sqrt {\pi f\mu _{c}/\sigma _{c}}}}
که  d قطر سیم و D از فاصله سیم ها ازهم از بین مرکز آن‌ها است. 
چشم‌پوشی از مقاومت سیم R و هدایت نشتی G، می‌دهد 
{\displaystyle Z={\frac {Z_{0}}{\pi {\sqrt {\epsilon _{r}}}}}\,\operatorname {arcosh} \left({\frac {D}{d}}\right)} 
که {\displaystyle Z_{0}} امپدانس خلاء است (تقریباً ۳۷۷ اهم) و {\displaystyle \varepsilon _{r}} ثابت دی الکتریک موثر است (که برای هوا ۱٫۰۰۰۵۴ است). اگر فاصله هادی‌ها D بسیار بیشتر از قطر سیم d باشد، این تقریباً است 
{\displaystyle Z\approx {\frac {119.92\,\Omega }{\sqrt {\epsilon _{r}}}}\,\ln \left(2{\frac {D}{d}}\right)\approx {\frac {276\,\Omega }{\sqrt {\epsilon _{r}}}}\,\log _{10}\left(2{\frac {D}{d}}\right)} 
بنابراین فاصله لازم برای دستیابی به یک امپدانس مشخصه مشخص شده است 
{\displaystyle D=d\,\cosh \left(\pi {\frac {Z{\sqrt {\epsilon _{r}}}}{Z_{0}}}\right)}